# Saulnay
Cet article possède un paronyme, voir Saulnot.
Saulnay est une commune française située dans le département de l'Indre, en région Centre-Val de Loire.

## Géographie

### Localisation
La commune est située dans l'ouest du département, dans la région naturelle de la Brenne, au sein du parc naturel régional de la Brenne.
Les communes limitrophes sont : Arpheuilles (4 km), Sainte-Gemme (6 km), Villiers (7 km), Mézières-en-Brenne (7 km) et Paulnay (9 km).
Les communes chefs-lieux et préfectorales sont : Le Blanc (30 km), Châteauroux (33 km), Issoudun (55 km) et La Châtre (63 km).

### Hameaux, lieux-dits et écarts
- La Petite Buzatrie
- La Grande Buzatrie
- Notz (fief)
- La Poquetterie

### Géologie et hydrographie
La commune est classée en zone de sismicité 2, correspondant à une sismicité faible.

### Climat
Pour des articles plus généraux, voir Climat du Centre-Val de Loire et Climat de l'Indre.
En 2010, le climat de la commune est de type climat océanique dégradé des plaines du Centre et du Nord, selon une étude du CNRS s'appuyant sur une série de données couvrant la période 1971-2000. En 2020, Météo-France publie une typologie des climats de la France métropolitaine dans laquelle la commune est exposée à un climat océanique altéré et est dans la région climatique Centre et contreforts nord du Massif Central, caractérisée par un air sec en été et un bon ensoleillement.
Pour la période 1971-2000, la température annuelle moyenne est de 11,3 °C, avec une amplitude thermique annuelle de 15,3 °C. Le cumul annuel moyen de précipitations est de 743 mm, avec 11,6 jours de précipitations en janvier et 6,8 jours en juillet. Pour la période 1991-2020, la température moyenne annuelle observée sur la station météorologique de Météo-France la plus proche, sur la commune de Murs à 10 km à vol d'oiseau, est de 12,3 °C et le cumul annuel moyen de précipitations est de 740,3 mm,. Pour l'avenir, les paramètres climatiques de la commune estimés pour 2050 selon différents scénarios d'émission de gaz à effet de serre sont consultables sur un site dédié publié par Météo-France en novembre 2022.

### Voies de communication et transports
Le territoire communal est desservi par les routes départementales : 14B, 15, 15C, 58 et 121.
La gare ferroviaire la plus proche est la gare de Châteauroux, à 37 km.
Saulnay est desservie par la ligne Q du Réseau de mobilité interurbaine.
L'aéroport le plus proche est l'aéroport de Châteauroux-Centre, à 40 km.

## Urbanisme

### Typologie
Au 1er janvier 2024, Saulnay est catégorisée commune rurale à habitat très dispersé, selon la nouvelle grille communale de densité à sept niveaux définie par l'Insee en 2022.
Elle est située hors unité urbaine et hors attraction des villes,.

### Occupation des sols
L'occupation des sols de la commune, telle qu'elle ressort de la base de données européenne d’occupation biophysique des sols Corine Land Cover (CLC), est marquée par l'importance des territoires agricoles (70,7 % en 2018), en diminution par rapport à 1990 (74,2 %). La répartition détaillée en 2018 est la suivante : 
terres arables (44,3 %), prairies (25,1 %), forêts (23,2 %), eaux continentales (3,1 %), zones humides intérieures (2 %), zones agricoles hétérogènes (1,3 %), zones urbanisées (1,1 %). L'évolution de l’occupation des sols de la commune et de ses infrastructures peut être observée sur les différentes représentations cartographiques du territoire : la carte de Cassini (XVIIIe siècle), la carte d'état-major (1820-1866) et les cartes ou photos aériennes de l'IGN pour la période actuelle (1950 à aujourd'hui).

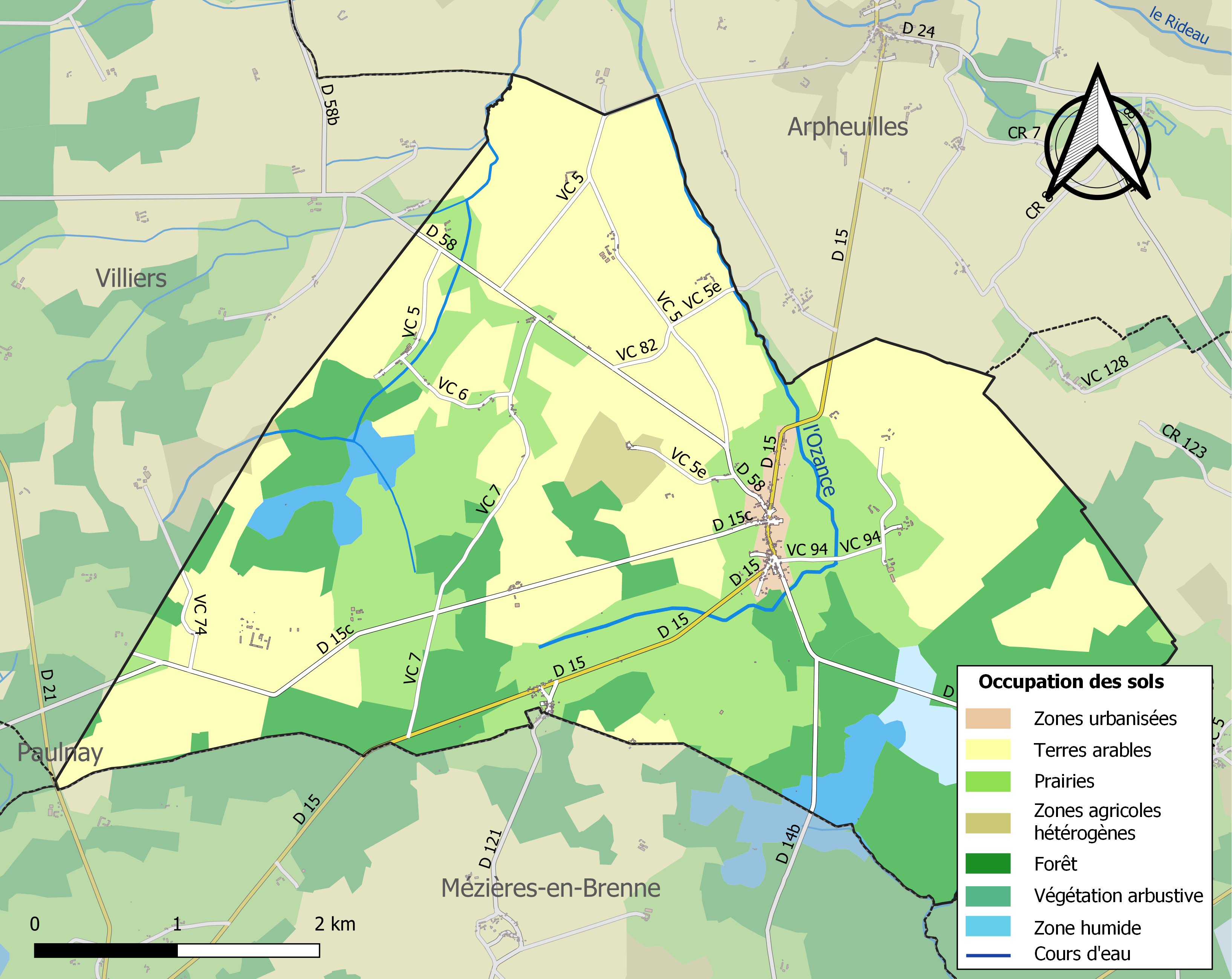
Carte des infrastructures et de l'occupation des sols de la commune en 2018 (CLC).

### Logement
Le tableau ci-dessous présente le détail du secteur des logements de la commune :
| Date du relevé                                              | 2013   |
| Nombre total de logements                                   | 149    |
| Résidences principales                                      | 58,6 % |
| Résidences secondaires                                      | 25,1 % |
| Logements vacants                                           | 16,3 % |
| Part des ménages propriétaires de leur résidence principale | 80,2 % |

### Risques majeurs
Le territoire de la commune de Saulnay est vulnérable à différents aléas naturels : météorologiques (tempête, orage, neige, grand froid, canicule ou sécheresse), feux de forêts, mouvements de terrains et séisme (sismicité faible). Un site publié par le BRGM permet d'évaluer simplement et rapidement les risques d'un bien localisé soit par son adresse soit par le numéro de sa parcelle.
Pour anticiper une remontée des risques de feux de forêt et de végétation vers le nord de la France en lien avec le dérèglement climatique, les services de l’État en région Centre-Val de Loire (DREAL, DRAAF, DDT) avec les SDIS ont réalisé en 2021 un atlas régional du risque de feux de forêt, permettant d’améliorer la connaissance sur les massifs les plus exposés. La commune, étant pour partie dans le massif de Brenne, est classée au niveau de risque 1, sur une échelle qui en comporte quatre (1 étant le niveau maximal).

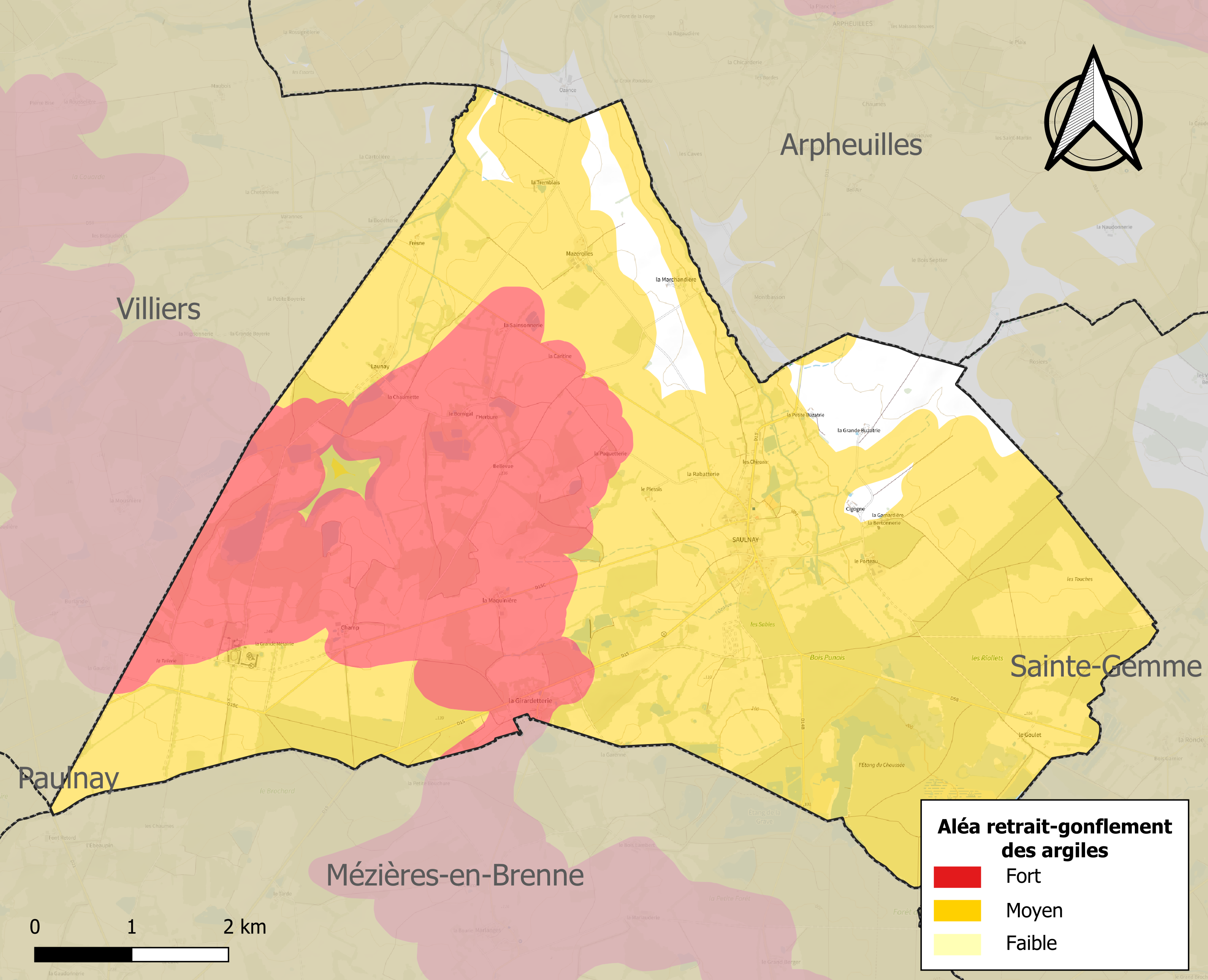
Carte des zones d'aléa retrait-gonflement des sols argileux de Saulnay.

Les mouvements de terrains susceptibles de se produire sur la commune sont des tassements différentiels.
Le retrait-gonflement des sols argileux est susceptible d'engendrer des dommages importants aux bâtiments en cas d’alternance de périodes de sécheresse et de pluie. 94 % de la superficie communale est en aléa moyen ou fort (84,7 % au niveau départemental et 48,5 % au niveau national). Sur les 151 bâtiments dénombrés sur la commune en 2019, 148 sont en aléa moyen ou fort, soit 98 %, à comparer aux 86 % au niveau départemental et 54 % au niveau national. Une cartographie de l'exposition du territoire national au retrait gonflement des sols argileux est disponible sur le site du BRGM,.
Concernant les mouvements de terrains, la commune a été reconnue en état de catastrophe naturelle au titre des dommages causés par la sécheresse en 1989 et 1992 et par des mouvements de terrain en 1999.

## Toponymie
Ses habitants sont appelés les Saulnaisiens.

## Histoire

### XIVeetXVesiècles
En 1467, le seigneur du fief de Notz entreprend de construire un nouveau château à la place du château-fort, dont il conserve les douves et les fondations[réf. nécessaire].

### XVIeetXVIIesiècles
En 1530, Louis Marafin, seigneur des Notz et de Rochecot ou (Rochecotte), fils de Louis de Rochecot et Peronnelle de Liniers, épouse Catherine d'Avaugour.

### XVIIIeetXIXesiècles
En 1750, le château de Notz est vendu et le marquis de Vassé, seigneur de Mézières, exerça le retrait lignager et réunit le fief de Notz à la terre de Mézières. Le château devint la propriété de Victor Luzarche (1805-1869), qui en 1834 le fait reconstruire. Puis il échut à François Cavé (1794-1875), un des fondateurs de l'industrie mécanique moderne[réf. nécessaire].

### XXeetXXIesiècles
La commune fut rattachée de 1973 à 2015 au canton de Mézières-en-Brenne.

## Politique et administration
La commune dépend de l'arrondissement du Blanc, du canton du Blanc, de la première circonscription de l'Indre et de la communauté de communes Cœur de Brenne.
| Période    | Période  | Identité             | Étiquette | Qualité             |
| ---------- | -------- | -------------------- | --------- | ------------------- |
| mars 2001, | En cours | Christian Boislaigue | DVD       | Exploitant agricole |

## Population et société

### Démographie
L'évolution du nombre d'habitants est connue à travers les recensements de la population effectués dans la commune depuis 1793. Pour les communes de moins de 10 000 habitants, une enquête de recensement portant sur toute la population est réalisée tous les cinq ans, les populations de référence des années intermédiaires étant quant à elles estimées par interpolation ou extrapolation. Pour la commune, le premier recensement exhaustif entrant dans le cadre du nouveau dispositif a été réalisé en 2006.

En 2022, la commune comptait 164 habitants, en évolution de +3,8 % par rapport à 2016 (Indre : −3 %, France hors Mayotte : +2,11 %).
| 1793 | 1800 | 1806 | 1821 | 1831 | 1836 | 1841 | 1846 | 1851 |
| ---- | ---- | ---- | ---- | ---- | ---- | ---- | ---- | ---- |
| 516  | 413  | 498  | 475  | 523  | 509  | 497  | 532  | 523  |

| 1856 | 1861 | 1866 | 1872 | 1876 | 1881 | 1886 | 1891 | 1896 |
| ---- | ---- | ---- | ---- | ---- | ---- | ---- | ---- | ---- |
| 537  | 492  | 521  | 548  | 525  | 526  | 541  | 546  | 540  |

| 1901 | 1906 | 1911 | 1921 | 1926 | 1931 | 1936 | 1946 | 1954 |
| ---- | ---- | ---- | ---- | ---- | ---- | ---- | ---- | ---- |
| 534  | 531  | 532  | 503  | 533  | 518  | 489  | 448  | 414  |

| 1962 | 1968 | 1975 | 1982 | 1990 | 1999 | 2006 | 2011 | 2016 |
| ---- | ---- | ---- | ---- | ---- | ---- | ---- | ---- | ---- |
| 413  | 346  | 270  | 212  | 210  | 179  | 181  | 182  | 158  |

| 2021 | 2022 | - | - | - | - | - | - | - |
| ---- | ---- | - | - | - | - | - | - | - |
| 161  | 164  | - | - | - | - | - | - | - |

### Enseignement
La commune ne possède pas de lieu d'enseignement.

### Médias
La commune est couverte par les médias suivants : La Nouvelle République du Centre-Ouest, Le Berry républicain, L'Écho - La Marseillaise, La Bouinotte, Le Petit Berrichon, France 3 Centre-Val de Loire, Berry Issoudun Première, Vibration, Forum, France Bleu Berry et RCF en Berry.

## Économie
La commune se situe dans la zone d’emploi de Châteauroux et dans le bassin de vie de Buzançais.
La commune se trouve dans l'aire géographique et dans la zone de production du lait, de fabrication et d'affinage des fromages Valençay et Sainte-maure-de-touraine.

## Culture locale et patrimoine

### Patrimoine religieux
- Église Saint-Martin : d'origine ancienne, mais presque entièrement reconstruite par l'architecte Bisson dans les années 1850, elle se compose d'une nef unique, séparée du chœur par deux chapelles formant transept. Elle est fermée à l'est par un chevet plat, ajouré d'une baie à remplage de style gothique. Les vitraux sont issus de l'atelier Lobin au début des années 1860.

### Patrimoine civil
- Château de Notz : bâtiment construit en 1467 pour  Louis de Marafin, conseiller et chambellan du roi, au lieu et place d'un bâtiment antérieur, dont les fondations et les douves sont encore visibles. Il est construit sur trois niveaux, rehaussés de combles. Il possède quatre tours avec toits à l'impériale coiffés de lanternons. La façade est percée de baies à linteaux droits, cintré à galbe gothique.
- Monument aux morts.